# Varzo
Varzo is een gemeente in de Italiaanse provincie Verbano-Cusio-Ossola (regio Piëmont) en telt 2209 inwoners (31-12-2004). De oppervlakte bedraagt 94,4 km², de bevolkingsdichtheid is 23 inwoners per km².

## Demografie
Varzo telt ongeveer 951 huishoudens. Het aantal inwoners daalde in de periode 1991-2001 met 7,9% volgens cijfers uit de tienjaarlijkse volkstellingen van ISTAT.
| Jaar | Inwoneraantal |
| ---- | ------------- |
| 1991 | 2409          |
| 2001 | 2218          |

## Geografie
De gemeente ligt op ongeveer 568 m boven zeeniveau.
Varzo grenst aan de volgende gemeenten: Baceno, Crevoladossola, Crodo, Trasquera, Bognanco.